# Plaumann-Entscheidung
Plaumann & Co / Commission (1963) ist ein Urteil des Europäischen Gerichtshofs (EuGH) zu den Voraussetzungen für eine Nichtigerklärung eines Beschlusses innerhalb der Europäischen Union durch eine Einzelperson. In dieser Entscheidung hat der EuGH die sog. „Plaumann-Formel“ entwickelt, die festlegt, wann das Kriterium der „individuellen Betroffenheit“ vorliegt. Heute ist dies im Rahmen der Nichtigkeitsklage im Sinne von Art. 263 Abs. 4 AEUV für die Frage der Klagebefugnis von nicht privilegierten Klägern relevant.

## Hintergrund
Plaumann & Co ist ein Importeur von Clementinen. Die deutschen Behörden haben eine Aufhebung des Zolls auf den Import gefordert, aber die Europäische Kommission hat den Antrag abgelehnt. Herr Plaumann legt ein Rechtsmittel gegen die Entscheidung der Kommission ein.
Der Europäische Gerichtshof entschied, dass Plaumann & Co keine Aktivlegitimation gegen die Entscheidung der Kommission hatte, weil er ist nicht „individuell betroffen“.

## Entscheidung
Der EuGH entschied in diesem Urteil, dass „individuelle Betroffenheit“ nach der von ihm in diesem Urteil entwickelten und nunmehr als „Plaumann-Formel“ bezeichneten Formel dann vorliegt, wenn der Rechtsakt den Kläger wegen bestimmter persönlicher Eigenschaften oder besonderer, ihn aus dem Kreis aller übrigen Personen heraushebender Umstände berührt und ihn daher in ähnlicher Weise individualisiert wie den eigentlichen Adressaten.